# Parzęczew (Łódź)
Pour les articles homonymes, voir Parzęczew.
Parzęczew est une localité polonaise, siège de la gmina de Parzęczew, située dans le powiat de Zgierz en voïvodie de Łódź.